# Andrea Doria-klass (slagskepp)
Andrea Doria-klass var en klass italienska slaggskepp, omfattande fartygen Andrea Doria och Caio Duilio.
Sedan italienska amiralitetet 1911 fått information om att Frankrike planerade att bygga en ny serie dreadnoughts samtidigt som Österrike-Ungern var på väg att kölsträcka ytterligare två. Det fick Italien att beställa ytterligare två dreadnoughts utöver de fyra som för tillfället var under konstruktion. För att spara tid beslutade man sig om att använda Conte di Cavour som bas och endast göra mindre ändringar, där de främsta var att mittornet grupperades ett däck lägre för att öka stabiliteten och att man ökade kalibern från 120 mm. till 152 mm. i sekundärartilleriet. Fartygen kom att beställas redan i september 1911 och fick namnen Andrea Doria och Caio Duilio.

## Andrea Doria
Andrea Doria byggdes i La Spezia, kölsträcktes 24 mars 1912, sjösattes 30 mars 1913 och levererades till flottan i mars 1915. Hon kom att tillföras 2. divisionen men deltog inte i några strider under första världskriget. Under 1920-talet installerades luftvärnspjäser ombord, och en katapult på backdäck. 1937 sändes hon till Trieste för ombyggnad. De ursprungliga 305 mm. kanonerna i huvudartilleriet borrades upp till 320 mm., och lavettagen byggdes om för större elevation. Fartygets förskepp förlängdes och ett antitorpedskydd installerades i skrovet. 152 mm. sekundärkanonerna ersattes av modernare 135 mm. kanoner Fartyget försågs även med moderna luftvärnskanoner. Andrea Doria togs åter i tjänst 20 oktober 1940 och tillfördes då 5. slagskeppsdivisionen. 9-10 februari 1941 var hon engagerad i det resultatlösa sökandet efter Styrka H som beskjutit Genua. 13-19 december 1941 deltog hon i en operation för att ge skydd åt en konvoj till Nordafrika under Första slaget i Syrtenbukten. Men kom aldrig att komma i närkontakt med fiendefartygen. På grund av bränslebrist kom därefter Andrea Doria i praktiken inte att användas mer. Våren 1942 försågs hon med nya automatkanoner för luftvärn, men överfördes under sommaren till reserven och avrustades delvis. I början av juni 1943 återtogs hon ur reserven, undergick en reparation och blev därefter 5. divisionens flaggskepp. I avvaktan på de allierades invasion på Italienska fastlandet låg hon förlagt i Taranto där hon befann sig vid Italiens kapitulation 8 september. Dagen därpå gick hon till Malta och ombaserades 8 juni 1944 till Augusta. 14 mars 1945 flyttades hon till Taranto. Andrea Doria kom fortsättningsvis att användas som skolfartyg. hon ströks från flottans rullor 1 november 1956 och lämnades till skrotning.

## Caio Duilio
Caio Duilio byggdes vid Ansaldovarvet i Genua, kölsträcktes 24 februari 1912, sjösattes 24 april 1913 och levererades till flottan i maj 1915. Som Andrea Doria kom hon att ingå i 2. divisionen och såg ingen strid under första världskriget. Precis som systerfartyget genomgick hon en mycket snarlik ombyggnad och återinträdde i tjänst 5 juli 1940 och kom då även hon att ingå i 5. slagskeppsdivisionen, och deltog även i det resultatlösa sökandet efter Styrka H 30 augusti-1 september 1940. I samband med det brittiska anfallet med torpedflygplan mot Tarnato 11 november 1940 träffades Caio Duilio av en torped mellan de förliga tornen i det svåra artilleriet på styrbords sida som slog upp ett 7 x 11 meter stort hål och en matros omkom. För att undvika att hon sjönk sattes förskeppet på grund. Reparationer av skadorna pågick fram till maj 1941. Hon eskorterade tillsammans med 1 lätt kryssare och 6 jagare en konvoj till Nordafrika 29 november-2 december, men styrkan misslyckades att nå mötesplatsen i tid och två fartyg i konvojen han sänkas av brittiska skepp. 13-19 december ingick hon på nytt i närskyddet av en konvoj till Nordafrika men deltog inte i Första slaget vid Syrtenbukten. 3-6 januari 1942 utgjorde hon tillsammans med 3 lätta kryssare och 5 jagare åter närskydd åt en konvoj. 14-15 februari 1942 deltog hon med 2 tunga kryssare och 11 jagare i försök att lokalisera och anfalla en brittisk konvoj från Alexandria till Malta men misslyckades. 21-23 februari stod hon tillsammans med 4 jagare för fjärrskyddet åt konvojer från Messina och Korfu till Tripoli. Precis som systerfartyget tillfördes hon vid mitten av 1942 reserven och avrustades delvis. I början av juni 1943 återtogs hon dock ur reserven, och gick tillsammans med systerfartyget Andrea Doria 9 september 1943 till Malta, omstationerades 27 juni 1944 till Augusta och 6 juli 1944 till Taranto. Hon kom sedan att användas som skolfartyg, ströks ur flottans rullor 15 september 1956 och skrotades.